# كين جيمس
كين جيمس (12 مارس 1904 بويلينغتون في نيوزيلندا - 21 أغسطس 1976 في نيوزيلندا) (بالإنجليزية: Ken James)‏ هو لاعب كريكت نيوزلندي. شارك مع منتخب نيوزيلندا الوطني للكريكت.

## وصلات خارجية
- كين جيمس على موقع إي آس بي آن كريك إنفو (الإنجليزية)